# Colima (hooiwagens)
Colima is een monotypisch geslacht van hooiwagens uit de familie Cosmetidae.
De wetenschappelijke naam Colima is voor het eerst geldig gepubliceerd door C.J. Goodnight & M.L. Goodnight in 1945. Het geslacht telt alleen de soort Colima multimaculata Goodnight & Goodnight, 1945. Het geslacht is endemisch in West-Mexico.

## Soorten
Colima is monotypisch en omvat slechts de volgende soort:
- Colima multimaculata